# فاليريا جراسيليفلورا
فاليريانا جراسيليفلورا (الاسم العلمي: Valeriana graciliflora) هي نوع من النباتات المزهرة تتبع فصيلة الخمانية. موطنه السنوي الجزائر وجزر البليار واليونان وكريت وإيطاليا وصقلية وليبيا وتونس. وأُدخل إلى كورسيكا وفرنسا وموريشيوس وسردينيا.